# Pompton Lakes
Pompton Lakes är en kommun (borough) i Passaic County i New Jersey. Vid 2020 års folkräkning hade Pompton Lakes 11 127 invånare.

## Kända personer från Pompton Lakes
- Jeordie White, musiker